# 안곡고등학교
안곡고등학교(安谷高等學校)는 대한민국 경기도 고양시 일산동구 중산동에 있는 공립 고등학교이다.

## 학교 연혁
- 2008년 1월 17일 : 설립인가(14학급, 통합교육 1학급)
- 2008년 3월 1일 : 안곡고등학교 개교 (초대 한상익 교장 취임)
- 2008년 3월 3일 : 신입생 (14학급, 통합교육 1학급) 입학
- 2009년 2월 16일 : 학교자율화 정책 연구학교 지정
- 2009년 3월 20일 : 영어특성화 교육과정 운영학교 지정
- 2009년 4월 10일 : 학교별 특성화 프로그램 운영학교 지정
- 2011년 2월 10일 : 제1회 졸업식(14학급)
- 2012년 8월 30일 : 고양파주지역 교과교실제 거점학교 선정(경기도교육청)
- 2013년 5월 31일 : 진로활동실 개관
- 2019년 9월 1일 : 제4대 이정일 교장 취임
- 2022년 1월 6일 : 제12회 졸업식(12학급 304명, 총 5,023명)
- 2024년 2월 2일 : 제14회 졸업식(12학급 287명)
- 2024년 3월 4일 : 제17회 입학식(12학급, 특수 2학급(순회 1학급 포함))

## 참고 자료
- 안곡고등학교 - 한국교육학술정보원 학교알리미